# Энгел-Вейнберг, Сельма
Сельма Энгель-Вийнберг (15 мая 1922, Гронинген, Нидерланды — 4 декабря 2018, Бранфорд, Коннектикут, США) была одной из двух выживших в Холокосте евреев из польского еврейского лагеря Собибор. Она сбежала во время восстания 1943 года, спряталась в Польше и пережила войну. Энгель-Вайнберг иммигрировала в Соединенные Штаты из Израиля со своей семьей в 1957 году, поселившись в Бранфорде, штат Коннектикут. Она вернулась в Европу снова только затем, чтобы дать показания против военных преступников Собибора. В 2010 году она получила в Нидерландах звание Рыцаря ордена Оранже-Нассау.

## Молодость
Вейнберг родилась в еврейской семье в Гронингене, Нидерланды. Она выросла в Зволле, где ее родители владели и управляли отелем Wijnberg. Там же она посещала местную школу. За пять дней до того, как Вейнберг исполнилось 18 лет, 10 мая 1940 года немцы вторглись в Нидерланды . Вскоре они начали преследования евреев. В сентябре 1942 года Вейнберг спряталась сначала в Утрехте, а затем в Де Билте.

## Годы Холокоста
Скрываясь от немцев, она использовала имя «Greetje van den Berg». 18 декабря 1942 года была обнаружена и взята под стражу нацистами. Два месяца спустя ее перевели в лагерь Герцогенбуш, затем в транзитный лагерь Вестерборк и, наконец, депортировали в лагерь смерти Собибор 9 апреля 1943 года вместе с 2019 другими евреями-мужчинами, женщинами и детьми. Она пережила отбор по прибытии и была назначена в подразделение трудовых заключенных в лагере II. Там ее заставляли сортировать одежду жертв газовой камеры, чтобы затем отправлять ее немецким жителям, замаскированную под благотворительные пожертвования. Когда охранники не видели, она тайком резала одежду, чтобы предотвратить ее дальнейшее использование.
В сортировочной казарме Вейнберг встретила своего будущего мужа Хаима Энгеля (10 января 1916 года - 4 июля 2003 года), польского еврея из Брудзева, который был на шесть лет старше ее. Они могли общаться на немецком языке. Он помог ей выжить; например, когда она заболела тифом и была ослаблена, он отнёс ее в уборную и помог ей восстановиться.
Во время восстания в Собиборе 14 октября 1943 года Вейнберг и Энгель сбежали вместе. Она отдала Хаиму нож, которым он ударил нацистского охранника, и пара бежала под обстрелом через главные ворота и в лес. Они нашли приют у польской семьи, которым они заплатили за то, чтобы те их спрятали. Они скрывались в течение девяти месяцев в сарае до ухода нацистской Германии из оккупированной Польши в июле 1944 года во время контрнаступления Красной Армии. К тому времени Сельма была беременна.
Пара тайно поженилась, они отправились через Польшу через Хелм и Парчев, где родился их сын Эмиль, затем в Люблин. Они направились в Украину поездом  и доехали до Черновцов и Одессы и вскоре отплыли на корабле в Марсель. Во время путешествия младенец Эмиэль умер. Его тело было похоронено в море недалеко от Греции. Из Марселя пара отправилась на север на поезде в Зволле и вернулась в дом родителей Сельмы, отель Wijnberg, в Нидерландах.

## После Второй мировой войны
В Нидерландах Хаим и Сельма официально поженились 18 сентября 1945 года. Полиция Зволле решила, что Сельма, выйдя замуж за поляка Энгеля, потеряла свое гражданство и стала гражданкой Польши. Пара не могла быть экстрадирована в Польшу, потому что правительство последней больше не принимало экстрадированных граждан из других стран. Чиновники решили не помещать Энгелей в лагерь для лиц ожидающих экстрадицию возле Валкенсваарда, потому что центр содержания был переполнен, а также потому, что Вейнберг была уроженкой Нидерландов.
Пока они жили в Зволле, Энгель-Вийнберг родила ещё двоих детей, сына и дочь. Они делали бархатную ткань и открыли магазин модной одежды. В интервью 2015 года Энгель-Вийнберг сказала, что она и Хаим ненавидели Нидерланды за то, что после войны страна пыталась лишить её гражданства и депортировать. Семья переселилась в Израиль в 1951 году, куда они приезжали до этого несколько раз. Однако Энгель не чувствовал себя там комфортно, поэтому в 1957 году они решили эмигрировать в Соединенные Штаты. Они поселились в Бранфорде, штат Коннектикут. В Европу семья вернулась только для дачи показаний против военных преступников Собибора.
12 апреля 2010 года министр Аб Клинк извинился перед Энгель-Вейнберг за отношение к ней после войны от имени правительства Нидерландов во время церемонии памяти в Вестерборкском лагере. Несмотря на то, что Энгель-Вийнберг не приняла извинений, ей был вручен Орден Оранских-Нассау. Этот случай был первый после 1951 года, когда она вернулась в Нидерланды. Хаим Энгель умер в Бранфорде в 2003 году. Энгель-Вейнберг умерла в там же 4 декабря 2018 года в возрасте 96 лет.

## Изображение в документалистике и кинематографии

### Художественные фильмы
- В фильме 1987 года Побег из Собибора Сельму сыграла Эллис ван Маарсевин[нидерл.][4][5].
- В 2018 году в Российской экранизации событий в лагере в фильме Собибор роль Сельмы сыграла Мария Кожевникова[6].

### Документальный фильм
- Ад ван Лиемпт[англ.] снял документальный фильм о Сельме, по своей книге биографии «Сельма, женщина, пережившая Собибор»[7], который транслировался на голландском телеканале NOS[англ.]

### В литературе
- Журналист и писатель Ад ван Лиемпт[англ.] в 2010 году написал биографию «Сельма, женщина, пережившая Собибор» (ISBN 9789074274425)[8].